# Степнянское сельское поселение (Ольховатский район)
Степнянское се́льское поселе́ние — муниципальное образование в Ольховатском районе Воронежской области Российской Федерации.
Административный центр — село Костово.

## География
Район расположен в юго-западной части Воронежской области.Район граничит с Белгородской областью, а также с Каменским, Подгоренским и Россошанским районами Воронежской области.

## История
Большинство населённых пунктов сельского поселения были основаны в конце XIX — начале XX веков как небольшие хутора без постоянного населения при летних выпасах лошадей и овец.
Степнянкое сельское поселение образовано в 1934 году. Действующая граница установлена в 1964 году. Степнянское сельское поселение образовано путём объединения Степнянского и Неровновского сельских Советов.

## Население
| 2010  | 2012  | 2013  | 2014  | 2015  | 2016  | 2017  |
| ----- | ----- | ----- | ----- | ----- | ----- | ----- |
| 1037  | ↘1033 | ↗1047 | ↘1030 | ↘1025 | ↘1019 | ↘1013 |
| 2018  |       |       |       |       |       |       |
| ↘1006 |       |       |       |       |       |       |

| 250 500 750 1000 1250 1500 2013 2018 | 250 500 750 1000 1250 1500 2013 2018 | Графики недоступны из-за технических проблем. См. информацию на Фабрикаторе и на mediawiki.org. | Графики недоступны из-за технических проблем. См. информацию на Фабрикаторе и на mediawiki.org. |
| Гистограмма/График                   | Гистограмма/График                   | Гистограмма/График                                                                              | Гистограмма/График                                                                              |

На территории поселения проживают пять национальностей: иранцы, турки, татары, украинцы и русские. Русскоязычное население составляет около 40 % населения и 59 % украинцы. Основным языком общения является украинский. Население в основном занято сельским хозяйством.

## Состав сельского поселения
| № | Населённый пункт | Тип населённого пункта       | Население |
| - | ---------------- | ---------------------------- | --------- |
| 1 | Конное           | посёлок                      | 24        |
| 2 | Костово          | село, административный центр | 695       |
| 3 | Кошарный         | хутор                        | 1         |
| 4 | Красный Курган   | посёлок                      | 33        |
| 5 | Неровновка       | слобода                      | ↘140      |
| 6 | Родина Героя     | хутор                        | ↘123      |
| 7 | Степное          | посёлок                      | 21        |